# Умберто Доносо
Умберто Доносо (ісп. Humberto Donoso, 9 жовтня 1938, Аріка — 4 травня 2000) — чилійський футболіст, захисник. Виступав, зокрема, за клуб «Універсідад де Чилі», а також національну збірну Чилі.

## Клубна кар'єра
У дорослому футболі дебютував 1959 року виступами за команду «Універсідад де Чилі», в якій провів вісім сезонів, взявши участь у 169 матчах чемпіонату. Більшість часу, проведеного у складі «Універсідад де Чилі», був основним гравцем захисту команди і за цей час 5 разів, у 1959, 1962, 1964, 1965 і 1967 роках ставав чемпіоном Чилі.
До складу клубу «Уніон Еспаньйола» приєднався 1967 року, де провів два сезони, після чого завершив кар'єру гравця.

## Виступи за збірну
23 березня 1963 року дебютував в офіційних матчах у складі національної збірної Чилі в Кубку Хуана Пінто Дурана проти Уругваю (2:3).
У складі збірної був учасником чемпіонату світу 1966 року в Англії, але на поле на турнірі не виходив.
Востаннє Доносо виступав у складі збірної 11 травня 1966 року в товариському матчі з Мексикою (0:1) і загалом провів у національній збірній 14 матчів.
Помер 4 травня 2000 року на 62-му році життя.

## Титули і досягнення
- Чемпіон Чилі (5):

«Універсідад де Чилі»: 1959, 1962, 1964, 1965, 1967